# Ladderrecht
Het ladderrecht of steigerrecht (Frans: servitude de tour d'échelle) is een feitelijk gedogen van de eigenaar, die onder bepaalde voorwaarden moet gedogen dat zijn nabuur zijn onroerend goed betreedt om bouw- of herstellingswerken uit te voeren, of om een niet-gemene afsluiting te herstellen. Deze figuur bestaat zowel in het Belgische goederenrecht als in het Nederlandse burenrecht.

## België

### Regime onder het Veldwetboek (1886-2021)
In het Belgisch goederenrecht was het ladderrecht tot 2021 een niet-wederkerige wettelijke erfdienstbaarheid waarbij een eigenaar van een niet-gemene muur of haag het recht heeft om een naburig erf met een ladder of stelling te betreden voor herstellen of onderhouden van zulke niet-gemene muur of haag. Het ladderrecht was als volgt geregeld in artikel 31 van het Veldwetboek (Veldw.):
De eigenaar van een niet gemene levende haag of een niet gemene muur is gerechtigd, buiten de tijd dat de vruchten te velde staan, het erf van zijn nabuur te betreden om de haag te korten, te snoeien, het snoeisel weg te halen, de muur te herstellen of te onderhouden. Indien dit erf afgesloten is, moet overgang gevraagd worden aan de nabuur, die de plaats daarvoor naar keuze kan aanwijzen. In geval van weigering moet het erf betreden worden op de minst beschadigbare plaats en behoudens vergoeding van veroorzaakte schade.
De eigenaar van een niet-gemene levende haag of een niet-gemene muur was gerechtigd het erf van zijn nabuur eventueel met een ladder of stelling te betreden om de haag te korten, te snoeien, het snoeisel weg te halen, de muur te herstellen of te onderhouden (art. 31 Veldw.). Voorwaarde was wel dit gebeurde buiten de tijd dat de vruchten te velde stonden. Het woord 'veld' werd ruim opgevat: niet enkel velden, maar ook bebouwde gronden kwamen in aanmerking.
Als het erf van de nabuur afgesloten was, moest men eerst overgang vragen. De nabuur kon dan de plaats van overgang naar zijn keuze aanwijzen. Als de nabuur weigerde hierop in te gaan, moest het erf worden betreden op de minst beschadigbare plaats en dat behoudens vergoeding van de veroorzaakte schade (art. 31 Veldw.).
Het ladderrecht kon men niet inroepen om nieuwe constructies op te richten en bestond dus niet ten behoeve van nieuwbouw. Het mocht evenmin worden ingeroepen voor bijvoorbeeld het plaatsen van reclamepanelen tegen een gevel. Deze werkzaamheden waren immers geen onderhoudswerken. Het onredelijk inroepen van het ladderrecht kon als rechtsmisbruik worden beschouwd.

### Regime onder het Burgerlijk Wetboek (vanaf 2021)
Bij de invoering van boek 3 in het Belgische Burgerlijk Wetboek werd het ladderrecht met ingang van 1 september 2021 uitgebreid en overgeheveld van het Veldwetboek naar art. 3.67, §2 van het Burgerlijk Wetboek. De bepaling werd als volgt geherformuleerd:
§2: De eigenaar van een onroerend goed moet, na voorafgaande kennisgeving, gedogen dat zijn nabuur toegang heeft tot dit onroerend goed indien dit noodzakelijk is om bouw- of herstellingswerken uit te voeren, of om de niet-gemene afsluiting te herstellen of te onderhouden, tenzij indien de eigenaar rechtmatige motieven laat gelden om deze toegang te weigeren.
Indien dit recht toegelaten wordt, moet het op de voor de nabuur minst schadelijke wijze worden uitgeoefend. De eigenaar heeft recht op vergoeding indien hij schade heeft geleden.
In vergelijking met de vroegere regeling uit het Veldwetboek is de verwijzing naar de "tijd dat de vruchten te velde staan" geschrapt en werden de verwijzingen naar de niet-gemene muur of haag vervangen door een verwijzing naar de niet-gemene afsluiting. Naast herstellingswerken vermeldt de wet nu ook uitdrukkelijk bouwwerken. Met deze nieuwe bepaling lijkt de Belgische regeling voortaan ook nauwer aan te sluiten bij de Nederlandse regeling.

## Nederland
In Nederland wordt van de term 'steigerrecht' gezegd dat deze uit de wet is verdwenen in 1992, het jaar van de invoering van het Nieuw Burgerlijk Wetboek (BW) in Nederland. Het recht bestaat echter nog altijd, ook na de invoering van dit wetboek. De wetsbepaling werd toen echter ruimer opgezet. Het recht maakt onderdeel uit van het Nederlandse burenrecht, dat de rechten en verplichtingen regelt tussen naburige erven. In de praktijk wordt ook van het 'ladderrecht' gesproken.
Aanvankelijk werd in de wet het volgende artikel opgenomen (art. 699 Oud BW):
"Wanneer het tot reparatie van eenig gebouw noodzakelijk is om op grond van den nabuur eenig steigerwerk te plaatsen, of daarover te gaan, om bouwstoffen aan te brengen, is de eigenaar van dien grond verpligt zulks te dulden, behoudens schadeloosstelling, indien daartoe gronden zijn".
Sinds 1992 is in de wet het volgende opgenomen (art. 5:56 BW):
"Wanneer het voor het verrichten van werkzaamheden ten behoeve van een onroerende zaak noodzakelijk is om van een andere onroerende zaak tijdelijk gebruik te maken, is de eigenaar van deze zaak gehouden dit na behoorlijke kennisgeving en tegen schadeloosstelling toe te staan, tenzij er voor deze eigenaar gewichtige redenen bestaan dit gebruik te weigeren of tot een later tijdstip te doen uitstellen". 
Deze bepaling ziet niet alleen op het plaatsen van ladders, steigers en bouwliften, doch tevens op verdergaande vormen van gebruik, zoals het aanvoeren van bouwmaterialen, het stutten van muren, de verlening van doortocht en de  aanleg van een bouwweg, zelfs indien er daartoe bouwwerken zouden moeten worden verplaatst.
Naar de letter van de wet zijn er de volgende verschillen tussen de oude en nieuwe wettelijke regeling:
- In de oude wet sprak men uitsluitend van een gebouw, in de nieuwe wet spreekt men van iedere onroerende zaak. Het kan ook een stuk grond of water betreffen.
- In de oude wet werd uitdrukkelijk van steiger gesproken, de nieuwe wet spreekt veel ruimer over een gebruik maken van.
- In de oude wet werd nog niet de eis gesteld dat er tevoren een aankondiging moest plaatsvinden: dit zal in de praktijk echter toch wel regel zijn geweest.
- In de oude wet werd de eis gesteld dat het om een reparatie van een gebouw moest gaan, dit is in de nieuwe wet niet overgenomen.

Er wordt niet vereist dat het om eigenaren van aangrenzende erven moet gaan: naburigheid is voldoende. Dit betekent dat de erven is elkaars buurt of nabijheid liggen. De wet regelt niet uitdrukkelijk de situatie waarbij een eigenaar van een erf (onroerende zaak, gebouw) gebruik wil maken van een naburig erf om daarover via de lucht bijvoorbeeld bouwmaterialen te laten takelen door een portaalkraan. Betoogd wordt dat deze rechtsfiguur bovendien ook van toepassing is als men drones inzet om de bouwplaats te overschouwen.
Van belang is dat het gebruik van het perceel van de buren noodzakelijk en tijdelijk is, en ook dat de buren voldoende en tijdig worden ingelicht en dat eventuele schade wordt vergoed.